# Saint-Aubin-le-Guichard
Saint-Aubin-le-Guichard foi uma antiga comuna francesa na região administrativa da Normandia, no departamento de Eure. Estendia-se por uma área de 11,4 km². Em 2010 a comuna tinha 293 habitantes (densidade: 25,7 hab./km²).
Em 1 de janeiro de 2018, passou a formar parte da nova comuna de Mesnil-en-Ouche.